# Baetisca obesa
Baetisca obesa är en dagsländeart som först beskrevs av Thomas Say 1839.  Baetisca obesa ingår i släktet Baetisca och familjen Baetiscidae. Inga underarter finns listade i Catalogue of Life.